# Отворено првенство Анталије у тенису
Отворено првенство Анталије (раније познато и по спонзорском имену Turkish Airlines Open Antalya) је тениски турнир за мушкарце из АТП 250 серије. Одржавао се у турском граду Анталији на трави, недељу дана пре Вимблдона, почев од 2017. када је било премијерно издање. Организатори су били Kaya Group и GD Tennis Academy уз подршку Турске тениске федерације. Последње издање Анталије играло се 2019, а од 2020. на његово место је требало да дође новоосновани турнир на Мајорци који није ни одржан због пандемије коронавируса. Од 2021. турнир у Анталији је поново уврштен у АТП календар, али овог пута се игра на тврдој подлози.
У прве три године домаћин турнира је било луксузно хотелско одмаралиште, Kaya Palazzo Belek, у склопу ког се, поред неколико терена од шљаке и са тврдом подлогом, налазе и терен за голф и фудбалска игралишта. За потребе тениског турнира постојећој инфраструктури додато је седам травнатих терена од којих централни прима 5400 гледалаца. За стручну помоћ при њиховом конструисању били су задужени људи из Свеенглеског клуба за тенис.
Ово је други АТП турнир који се одржава у Турској, након турнира у Истанбулу који је био део АТП тура у периоду од 2015. до 2018.

## Протекла финала

### Појединачно
| Година | Победник       | Финалиста         | Резултат                |
| ------ | -------------- | ----------------- | ----------------------- |
| 2017.  | Јуичи Сугита   | Адријан Манарино  | 6:1, 7:6(7:4)           |
| 2018.  | Дамир Џумхур   | Адријан Манарино  | 6:1, 1:6, 6:1           |
| 2019.  | Лоренцо Сонего | Миомир Кецмановић | 6:7(5:7), 7:6(7:5), 6:1 |
| 2020.  | Није одржан    | Није одржан       | Није одржан             |
| 2021.  | Алекс де Минор | Александар Бублик | 2:0 (предаја)           |

### Парови
| Година | Победници                            | Финалисти                    | Резултат              |
| ------ | ------------------------------------ | ---------------------------- | --------------------- |
| 2017.  | Роберт Линдстед Ајсам-ул-Хак Куреши  | Оливер Марах Мате Павић      | 7:5, 4:1 (предаја)    |
| 2018.  | Марсело Демолинер Сантијаго Гонзалез | Сандер Арендс Матве Миделкоп | 7:5, 6:7(6:8), [10:8] |
| 2019.  | Јонатан Ерлих Артјом Ситак           | Иван Додиг Филип Полашек     | 6:3, 6:4              |
| 2020.  | Није одржан                          | Није одржан                  | Није одржан           |
| 2021.  | Никола Мектић Мате Павић             | Иван Додиг Филип Полашек     | 6:2, 6:4              |